# Kraków.pl
KRAKÓW.PL – bezpłatny dwutygodnik wydawany od 2008 roku w Krakowie przez Urząd Miasta Krakowa. 

## Historia
Pierwszą redaktorką naczelna pisma była Monika Chylaszek, która odeszła w 2011 roku po tym jak została rzeczniczką prasową Jacka Majchrowskiego.
Pismo jest wydawane od 2008 roku pomimo protestów radnych i próby likwidacji.  Pierwszy numer ukazał się 16 stycznia 2008 roku. W pierwszym roku wydano 21 numerów dwutygodnika. Siedziba redakcji mieści się przy placu Wszystkich Świętych 3-4. 
Pismo ukazuje się w środy, ma 36 stron (do kwietnia 2019 miało 28 stron) i format A4. Od 2011 ukazuje się również w wersji elektronicznej. Nakład pisma 30 tys. egzemplarzy (do końca 2011 roku drukowany w 40 tys. egzemplarzy). Ma nr ISSN 1898-9039.  

## Nagrody
W konkursie KRYSZTAŁY PR-u zorganizowanym w 2016 roku podczas XIII edycji Konferencji PR w Samorządzie i Administracji Państwowej dwutygodnik KRAKÓW.PL otrzymał wyróżnienie w kategorii: Najlepsza gazeta miejska/biuletyn. 

## Redaktorzy naczelni
- Monika Chylaszek-Jarosz (2008–2011 do nr 8 )[1][6]
- Beata Klejbuk-Goździalska (2011–)[4]